# Березанка (Ніжинський район)
Береза́нка — село в Україні, у Вертіївській сільській громаді Ніжинського району Чернігівської області. Населення становить 241 осіб. До 2018 орган місцевого самоврядування — Вертіївська сільська рада.

## Історія
12 червня 2020 року, відповідно до розпорядження Кабінету Міністрів України № 730-р «Про визначення адміністративних центрів та затвердження територій територіальних громад Чернігівської області», увійшло до складу Вертіївської сільської громади.
19 липня 2020 року, в результаті адміністративно-територіальної реформи, увійшло до складу новоутвореного Ніжинського району.

## Видатні люди
- Донець Микола Петрович (1952) — український санітарний лікар, заслужений лікар України.